# Parti de l'union, de la solidarité et du développement
Le Parti de l'union, de la solidarité et du développement (PUSD) est un parti politique birman, fondé le 2 juin 2010, par l'ancien président de la République, Thein Sein. C'est un parti nationaliste et conservateur. Il est dirigé par Shwe Mann jusqu'en août 2015, le vice-président du parti, Htay Oo lui succède. Son siège est à Naypyidaw.
Il est connu pour ses liens étroits avec l’armée et la plupart de ses membres sont d'anciens militaires.